# حبيبي وعينون (فلم 2012)
حبيبي وعينون هو فيلم دراما إندونيسي صدر 2012 التي انتجه مانوج البنجابي ودامو البنجابي (إم دي بيكتشرز). بطولة رضا رهديان، بونغا شيترا ليستاري وتيو باكوساديوو. هذا الفيلم يستند إلى مذكرات مكتوبة من قبل رئيس جمهورية إندونيسيا الثالث، بحر الدين يوسف حبيبي عن زوجته، حسري عينون حبيبي، المذكرات أيضا اسمها «حبيبى وعينون».
أصبح الفيلم -الذي صدر في 20 ديسمبر 2012 - يضم أكبر عدد من المشاهدين بشباك التذاكر في المسارح حتى الآن في تاريخ السينما الإندونيسية مع 4.7 مليون مشاهد. كما أصبح الفيلم الأكثر ربحاً من إنتاج إم دي بيكتشرز حتى الآن.

## ملخص
هذه قصة حول العثور على رفيقة الروح. قصة حول العثور على الحب الأول والحب الأخير. قصة عن الرئيس الثالث لإندونيسيا وزوجته. قصة حبيبي وعينون. رودي حبيبي عبقري في الطائرات الجوية ولديه أحلام كبيرة. كرس حياته لإندونيسيا من خلال بناء طائرة لتوحيد اندونيسيا.
في هذه الأثناء، عينون طبيبة شابة وذكية كانت لها مستقبل مهني رائع. في عام 1962، التقى صديقان من نفس المدرسة الثانوية من قبل في باندونغ. وقع حبيبى في الحب على الفور مع عينون الذي وفقا له كانت حلوة مثل السكر.
لكن عينون لم تقع في الحب فحسب، بل كانت لديها الإيمان والثقة في رؤيته وحلمه. تزوجا وانتقلا إلى ألمانيا. امتلاكالحلم بقصد أن يصبح حقيقة واقعة ليس سهلاً أبداً. كلاهما يعرف ذلك. نما حبهم أقوى في رحلة تحقيق أحلامهم. إن المناخ البارد لألمانيا، والتضحيات، والألم، والشعور بالوحدة، وإغراء الثروة والسلطة عندما عادوا إلى إندونيسيا، تشابكن حياتهما كواحدة. بالنسبة إلى حبيبي، عينون هي كل شيء. هي تفاحة عينه. بالنسبة إلى عينون، حبيبي يعني كل شيء. هو حب حياتها. ومع ذلك، كل القصص لها نهايات، كل حلم له حدوده. وعند نقطة واحدة، يدرك رفقاء الروح؛ هل سيستمر حبهم ليكون أبدي؟

## الطاقم
- بونغا شيترا ليستاري بدور عينون
- رضا رهديان بدور حبيبي
- تيو باكوساديوو بدور سوهارتو
- راتنا ريانتو بدور توتي ماريني
- مايك لوكوك بدور إلهام أكبر حبيبي
- كريستوفر نلوان بدور طارق أكمل حبيبى

## الإصدار
تم إطلاق هذا الفيلم في 20 ديسمبر 2012، مع عرضه الأول الذي حضره رئيس جمهورية إندونيسيا آنذاك سوسيلو بامبانغ يودويونو إلى جانب حاكم جاكرتا آنذاك جوكو ويدودو وكذلك حبيبي نفسه.

## وصلات خارجية
- مقالات تستعمل روابط فنية بلا صلة مع ويكي بيانات